# 小さき勇者たち〜ガメラ〜
『小さき勇者たち〜ガメラ〜』（ちいさきゆうしゃたち ガメラ）は、2006年（平成18年）4月29日に公開された、松竹配給、角川ヘラルド映画（現・KADOKAWA）製作の特撮映画である。
ガメラが登場する怪獣映画であると同時に子供の成長を描くファミリー映画であることを志向した。
キャッチコピーは「ガメラは少年のために。少年はガメラのために。」。

## 概要
ガメラ生誕40周年作品として、徳間書店による1999年の前作『ガメラ3 邪神覚醒』から7年ぶりに製作された。キャッチフレーズは「ガメラは少年のために、少年はガメラのために」である。
1990年代後半に徳間康快が東宝に対して『ゴジラ対ガメラ』を打診していたが、康快の死去（2000年）をもって大映のプロパティーは徳間書店からKADOKAWAに受け継がれ、康快の提案も実現しなかった。買収直後の2002年に、黒井和男が再度『ゴジラ vs ガメラ』および大魔神のリメイクの制作を表意したがこれも実現せず、『ゴジラ FINAL WARS』によってゴジラシリーズの制作が中断されたことを受けて本作（小さき勇者たち〜ガメラ〜）が制作されることとなった。また、本作に登場した「ジーダス」のデザインは東宝怪獣を意識しているとされており、1998年のハリウッド作品『GODZILLA』に登場したゴジラ、バラン、ゴロザウルス、『ジュラシックパーク』のディロフォサウルスなどの影響も受けている他に、ゴジラおよびジラースとの類似性も言及されている。
本作品は、母を亡くした少年およびその少年が育てた子供のガメラとの友情・成長を主軸に、親子の絆や命の尊さなどを描いたジュブナイル作品となっている。監督には、仮面ライダーシリーズやスーパー戦隊シリーズなど子供向け特撮作品を数多く手掛けている田﨑竜太、脚本には特撮作品は本作品が初となる龍居由佳里が起用された。本作品には動物映画としての側面もあり、主人公が慈しむ子供ガメラの撮影では実物のケヅメリクガメが用意され、一部コンピュータグラフィックス (CG) を加味して撮影された。また、本作のプロットは『ガメラ 大怪獣空中決戦』の最初期の原案であり、後に東映の『デジモンテイマーズ』と円谷プロダクションの『ウルトラマンティガ』にも影響を与えた案（通称「小中ガメラ」）を再利用した物である（#他の映画・テレビ作品との関連性を参照）。
映画公開に合わせ、角川グループ・エイベックスとのメディアミックスを実施。ノベライズ本、歴代ガメラの鳴き声や「ガメラマーチ」などもボーナス・トラックとして収録したサウンドトラックCD、プロモーションを兼ねたメイキングDVDが関係各社より発売された。本篇のDVDは特別編を含め、2006年10月26日に発売された。

### 評価
本作は子供や女性の観客からの評価は概ね高かった一方で平成3部作の路線を求める客層からの全体的な評価は芳しくなく、「怪獣映画の冬」という時期に公開されたことも相まって興行成績は振るわず、配給収入は4億1000万円となり、平成3部作よりも商業的には劣る結果となってしまった。
本作の興行収入の余波で三池崇史による大魔神のプロジェクトも立ち消え、結果的に『大魔神カノン』に変更され、三池は2021年の（関連作品にガメラが登場している）『妖怪大戦争 ガーディアンズ』で大魔神を登場させることとなった。そして、本作はシリーズ化がされず、同時期に企画が進められていたアニメシリーズも含めた後発の諸プロジェクトが中止され、（2015年の50周年記念映像と小説やゲーム作品やCMなどへの客演などを除けば）本作と2023年の『GAMERA -Rebirth-』の間にはシリーズ最長の空白期間である17年という年月が存在している。
本作の内容について、平成3部作の監督を務めた金子修介には、後年のインタビューで「子供好きなガメラを作りたかったのはわかるが、『戦わないで』と思われているガメラの戦いは盛り上がりようがなく、良いところはあるものの根本的な部分で企画のミスだと思う」という旨で酷評されている。
一方で、金子は『ガメラ 大怪獣空中決戦』の制作時にガメラのキャラクターを巡って企画中止または金子が降板寸前になるほどに旧来の関係者や経営陣やスタッフとの間に意見の相違があったとされ、金子・伊藤和典・樋口真嗣の全員がゴジラシリーズを好む一方で（ガメラが亀の怪獣である点や、空を飛び、子供と親しいヒーロー、子供が活躍するストーリーなどの点も含めて）旧来のガメラ像や作風を好んでいなかった。また、平成3部作の徳間書店側へのレベニューが制限された背景には、金子が『ガメラ 大怪獣空中決戦』の予算を5億円から6億円へと増加することを強く望み、金子が望んだ予算額の確保のために日本テレビと博報堂との共同出資になったことが関係しているとされており、3社による契約によって徳間書店側の収益は、仮に3部作がヒットしても回収できない状況になったとされている。
湯浅憲明は平成3部作への苦言を呈して「ガメラ映画」とは認めずゴジラシリーズとの差別化の重要性を説いており、『ガメラ3 邪神覚醒』の続編（『4』）が頓挫した原因には、徳間書店の経営状況だけでなく『ガメラ3』で多数の人間の犠牲者を出したことと、提出された『4』のプロットに問題があったことも関係しているとされている。平成3部作では「個性を持った生物としての怪獣」「子供」「ガメラと子供の絆」「重要な役割を果たす子供達」を徹底的に除外しようとされており、子供が共感できる場面も少なく、難解で恐ろしげな作風も相まって新規の子供のファンもあまり増加しなかっただけでなく、中には『3』におけるガメラによる渋谷の破壊描写に子供が泣き出して親が映画館から連れ出す光景も見られた。伊藤和典は後年のインタビューにて「子供の味方のガメラは書けない、（恐怖のために）子供は怪獣映画で泣いていい」という自論を述べており、『G3』で平成3部作が終了したことに関しても「あそこから先はどう考えても大映が許してくれない世界」であると言及している。
そして、『小さき勇者たち〜ガメラ〜』の制作方針として「ガメラを子供達に返す」が掲げられ、制作陣の間では（本作が失敗した場合の経済的余裕はまったくなかったことと平成3部作の人気を制作陣も把握していたこともあり）平成3部作の続編（または同じ世界観上での次作）または類似した路線を推奨する声もあった一方で、（平成3部作からの脱却と原点回帰を目指して）それらのような方向性は却下された。平成3部作の続編への要望は角川の内外に存在しており、完成作品（小さき勇者たち〜ガメラ〜）の方向性への賛否は半々の状態であったが、マーケットの変化に対応せずに限られた層をターゲットにしたままでは「ガメラというキャラクターが死んでしまう」という危機感が抱かれたことも平成3部作との決別の理由の一つになったとされており、平成3部作の続編または踏襲したプロットは許可されず、有重陽一は本作が平成3部作の続編になるのであれば関与しないという意思を表明していた。その他にも、『子ぎつねヘレン』や『REX 恐竜物語』や「平成モスラ三部作」の好評、『ゴジラ FINAL WARS』の興行不振なども本作の方向性に影響を与えた。#他の映画・テレビ作品との関連性を参照。
金子自身も本作について「正直に言って好きではない、努力は認めるがコンセプトは受け入れがたい。（本作には）金子の間違いを正す意図もあったのかもしれないが、結局はシリーズ化されなかった、やはり自分たち（平成3部作の方向性）は間違ってなかった。」と主張している。一方で、上述の通り自身もゴジラシリーズを好んで昭和ガメラの作風などを好まない部分がある伊藤和典は、2015年の50周年記念映像に対して平成3部作の呪縛からの脱却をした方が良いという感想を述べている。
なお、本作もオマージュの対象としている『GAMERA -Rebirth-』における戦闘シーンの方針として、コスト面で市街地などでの戦闘を減らした部分もある一方で「ガメラによる人的被害を出さない」が明確に提示されており、第1話にてガメラが着陸したビル群は避難が完了しているという設定であり、第1話と第2話でガメラがギャオスとジャイガーを撃破する際に昭和記念公園と多摩川の河川敷に敵怪獣を放り投げたのもこの方針のためであるとされる。

## ストーリー

### あらすじ
1973年、三重県志摩でギャオスの群れとガメラが戦い、ガメラは自爆し相打ちとなった。それを見た人々は、ガメラが自爆して人間を守ってくれたと感じた。その人々の中に相沢孝介少年の姿があった。
それから33年後の2006年、孝介の息子・透は母親を亡くして初めての夏休みを迎えた。緋島に赤い光を認めた透は、赤い石とその上の卵を見つけ、掌の上で孵化したカメを部屋に連れ帰りトトと名付ける。
トトは空中に浮かぶ能力を持ち、極めて成長が速かった。隣家に住む幼馴染み・西尾麻衣はトトがガメラではないかと疑うが、透はそれを頑なに認めようとしない。透に懐いたトトは数日で1メートルを越えるまでに成長したが、ある日透の前から姿を消す。
落胆する透らを人を食う怪獣ジーダスが襲う。そこに立ちはだかったのはさらに成長したトトであった。トトは満身創痍になりながら辛くもジーダスを撃退するが、自衛隊によって名古屋の研究機関に連れ去られてしまう。巨大化したトトを見た孝介はガメラだと確信する。
名古屋には心臓手術のために入院していた麻衣がいた。麻衣はお守りとして透から渡された赤い石がガメラにとって大事なものであると感じる。これを聞いた透とその友達・石田兄弟は避難所を抜け出して名古屋に向かい、書き置きを見た孝介も彼らを追って車を走らせる。その時ジーダスが名古屋港に現れた。これ以降、傷付きながらも立ち上がるガメラ、ガメラを助けようとする子供たち、透と孝介の親子関係、透の決意を織り交ぜながらクライマックスを迎える。

### 舞台

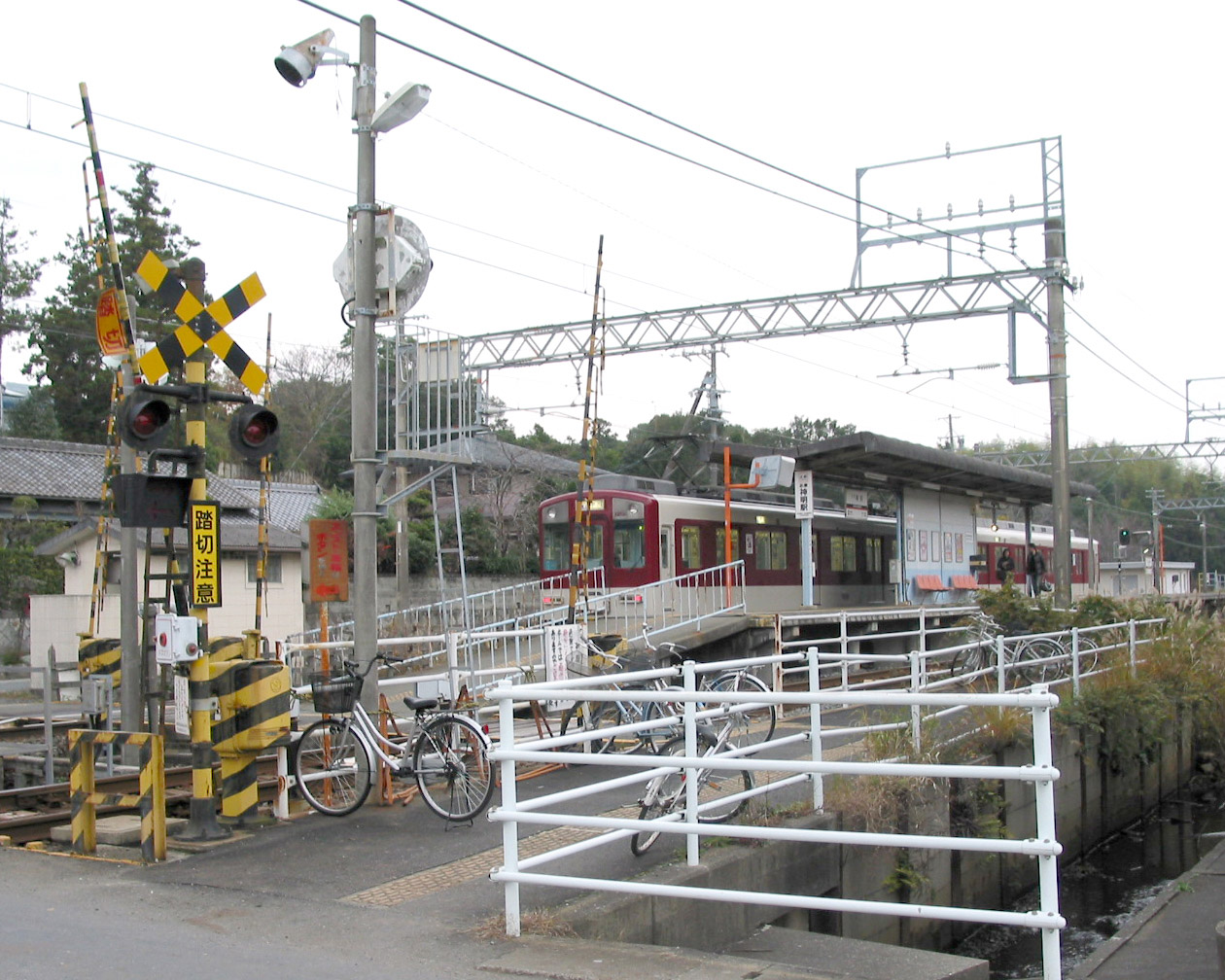
志摩神明駅

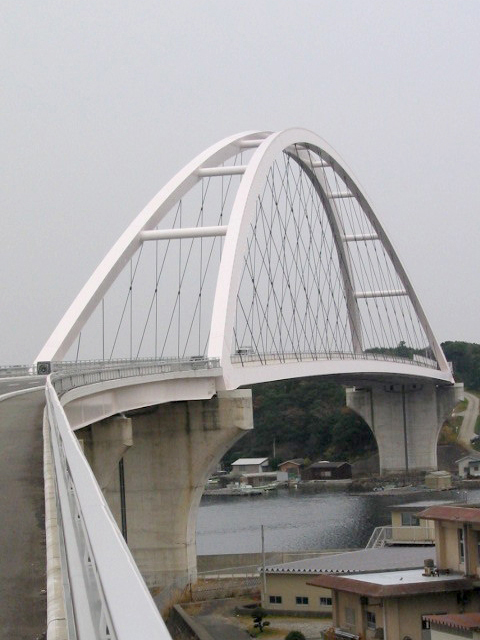
志摩大橋（志摩パールブリッジ）

本作品の舞台は大きく二つに別れ、前半は三重県志摩市、後半は愛知県名古屋市である。起伏が多く立体感のある海辺、波切の街並と、中部国際空港開港や愛知万博で賑わう名古屋の市街地を1つの作品中に収めようという意向で、前半と後半で舞台の分かれるストーリーとなっている。
作中の1973年の志摩市として鳥羽市相差町がロケ地に選ばれた。2006年の志摩市として実際の志摩市の大王町波切（なきり）を中心に、志摩市志摩町の志摩大橋、志摩市阿児町の近鉄志摩神明駅、トトを隠す「隠れ家」を伊勢市二見町、度会郡南伊勢町、鳥羽市の相差町と神島、名古屋市、茨城県日立市などで、スタジオセット、オープンセットを交えてロケが行われた。
透と孝介の住む「あいざわ食堂」と麻衣一家の住む「西尾真珠店」の外見は、隣接する実在の二つの店舗を利用した。志摩市でのトト対ジーダスの戦闘場面では開通前の志摩大橋（志摩パールブリッジ）を利用したロケーション撮影が行われた。名古屋の戦闘場面ではトラック2台分のがれきを実際の街に置いてロケーション撮影が行われた。
後半のロケは市街地部分を名古屋市で、病院の中を日立市で行っている。後半は怪獣映画で定番の逃げ回るシーンがほとんどであり、エキストラの数は前半よりも多い。名古屋では伏見を中心に名駅前、市役所、大須、栄を囲う円内、名古屋港、熱田神宮周辺で撮影された。また栄などの地下街が活用されている。

### 人間と怪獣の関連
本作品では、トト（ガメラ）は子供の友達である。ガメラと人間との関係は明示されていないが、人間側は「ガメラの自爆で救われた」と認識している。よって先の平成ガメラ3部作と違い、人間が当初からガメラを人間の味方として扱っていることが大きな特徴である。このように登場する人物、怪獣の関係を単純化し、子供の視点から描写することで、人間とガメラの成長物語が子供にも判り易い形で提示されている。

## 登場怪獣

### ガメラ
- スーツアクター：佐々木俊宜

撮影に使用されたガメラ
三重県志摩市の志摩市浜島磯体験施設「海ほおずき」にて保管されている。

本作品では33年前に出現したガメラ（アヴァンガメラ）、主役である子供ガメラ「トト」の2頭のガメラが登場する。この2頭の関係は明示的には描写されないが、小説版の一つ『ともだち 小さき勇者たち〜ガメラ〜』では「同体（同一個体）」である事が示唆されている。
本作品では登場する怪獣が小さく設定されている。トトは子供であるから小さくて当然であるが、アヴァンガメラの身長も金子ガメラはもちろん、昭和ガメラより小さい。ガメラシリーズに登場する怪獣は体格に比して体重が軽いのが特徴だったが、今作ではある意味過去に遡って（パンフレットに「ガメラの体重を40tとする巨大生物審議会の報告は計測の誤りによるものだったのだろう」とある）若干修正された。それでも重巡洋艦を超える体重を持つゴジラシリーズの怪獣とは比較にならない。また実物のケヅメリクガメとイメージを揃える必要から、ガメラの色はこれまでのシリーズと若干異なるものとなり、甲羅も実物に似た造形になった。また、ガメラの鳴き声は『キングコング』におけるキングコングの声（ピーター・カレン）が使用されている。
上記の通り本作品ではガメラが2頭登場するが、「ファミリー映画」「新しいガメラ映画の創造」という狙いから、題名から「ガメラ」の名を外すことすら検討されたという。監督は「本来ならば湯浅、円谷といった先人のように全く新しい怪獣を創造して子供たちに渡したいが、現在ではそれが難しい。そこでできるだけ新しいガメラとしてトトを作り、一方、ガメラが昔から活躍してきた怪獣であることを映画を見る人に判って貰おうと、冒頭にガメラを登場させた」と自らの意図および先人への敬意を含め語っている。また、平成三部作の『ガメラ2 レギオン襲来』でガメラを、『ガメラ3 邪神〈イリス〉覚醒』でイリスを演じた大橋明がアクション指導をしている。

#### 1973年のガメラ
1973年にギャオスと戦ったガメラは「アヴァンガメラ」と名付けられた。
人間を守るかのように4体のオリジナルギャオスと戦うが、最終的には自爆して人々を救う。その自爆は地形を変えるほどの威力であり、本土と地続きだった灯台岬を孤島に変えてしまった。以降、近海では緋色の真珠が発見されるようになり、それが名産品となって被災地の復興に貢献した。
飛行する場面はないが、劇中で麻衣が透に手渡した資料（ウェブページのプリントアウト）には、飛行することが書かれており、小説版や『ガメラ2006 HARDLINK』ではガメラは海から現れたので、1973年の志摩の以前にもアヴァンガメラと人間の遭遇があったと考えられる。
『僕とトトの物語』では映画版と同様の大きさを持つトトよりも明確に大きかったとされており、また山に逃げ込んだ人間を守るためにあえて火球を使わずにギャオスを体当たりで誘導していた。
『ガメラ2006 HARDLINK』では、志摩の沖で既にギャオスたちと戦闘を開始しており、陸上でも火球を全弾命中させたり格闘能力も見せていたが、ギャオスの超音波メスもガメラの全身を貫いていた。また、アヴァンガメラのDNAはギャオスのDNAに対して強力な死滅効果を持っている。その後10年間、人類は10万人もの動員で大王崎周辺からギャオスの遺骸をふくめ6万点以上のギャオスのサンプル群を発見・回収したが、ガメラに関しては細胞を含む一つもサンプルを発見できなかった。ガメラの生死を確認できなかったのが、政府が「巨大生物審議委員会」を閉鎖しなかった理由としているが、33年後の事件前には怪獣同士の生態系の確認やその可能性が排除されたので閉鎖が確定的になった。ギャオスのサンプルの回収後、世界各国のトップレベルの科学者12人による遺伝研究が開始され、横浜の地下で膨大な数のスーパーコンピューターを駆使し、バーチャルの地球環境を複製、アヴァンガメラのDNAのバーチャルモデルを99%の正確性で復元構築できたが、その驚くべき結果に、メンバーの一名が自死を選んだとされる。バーチャルモデルの遺伝子が、後にガメラ（トト）の成長に使われた。

#### 2006年のガメラ
幼体のモデルはケヅメリクガメ。伊勢志摩・緋島の海岸の高台にて赤い石に乗った卵から孵る。「トト」という名前は、トトッと歩けるように願い、透がつけたものであり、透自身も生前の母から「トト」と呼ばれていた。
お腹に「炎」模様があることが特徴である。誕生してから透の下で育てられていたが、そのころから空中浮遊や火炎噴射を使えるなど、能力を片鱗的に見せていた。
やがて短期間でゾウガメほどに成長、ジーダスの到来を予期するかのような行動を取り始め透の前から姿を消す。そして志摩・波切にジーダスが出現した時、巨大な姿（近海の緋色真珠のエネルギーを注入していたとされる）となってジーダスと対峙、奮戦するが体格差により苦戦を強いられ、とっさに吐いた火炎でジーダスを退けるも自身も負傷し自衛隊によって名古屋へ運ばれる。
そこで科学者たちの手で緋色真珠のエキスを注がれて傷を癒やすことになるが、トトを追跡して襲来したジーダスに襲われ、不完全ながら再び激突する。しかし、ここでも苦戦を余儀なくされ、追い詰められるが、麻衣がお守りとして持っていた赤い石が子供たちによって運ばれ、最終的に透の手でトトの元に届けられる。石を同化したトトは、遂に完全体となって「トトインパクト」と呼ばれる火球でジーダスを撃破する。
その後、再び自衛隊によって捕獲されそうになるが、子供たちにかばわれ、そのまま空を飛んでどこかへと姿を消す。その際ずっと否定していた透はトトをガメラと認め「ガメラ」と呼び、物語は終幕となる。

### ジーダス
1973年のガメラとギャオスの戦い以来、怪獣の現れなかった日本に突如出現した凶悪怪獣。外見はエリマキトカゲに似ている。『ともだち 小さき勇者たち〜ガメラ〜』では、名前（G-dus）の語源は「ギャオス（GU）データユニット」とギリシャ神話の「Cetus」とされる。
「剛毛心臓」と呼ばれる強靭な毛状の筋肉組織に覆われた心臓を持つ。体表の球状のウロコ・耐ショックイボは衝撃を吸収し、ゴムのような質感で戦艦のミサイル攻撃も弾く。「ジーダス邪眼」と呼ばれる眼は異様な輝きを発して獲物の身動きを止め、「サイケエリマキ」は極彩色に輝いて敵を威嚇する。「ジーダスフィン」と呼ばれる背びれの付け根にエラのような器官を持ち、水中での呼吸が可能。凶暴な性格に人肉を好む食性を併せ持ち、海中にて遭難中の人間を襲って食い荒らしていた。また、『僕とトトの物語』では瞬時に翼を生やして飛行している他にも、昭和のギャオスと同様に肉片（爪）が自力で動くとされており、ジーダスの死亡の直後に爪がガラスケースを突き破って飛び出して、映画版とは異なり一ツ木と雨宮の頭部を直撃して、二名が記憶喪失に陥っている。『ともだち 小さき勇者たち〜ガメラ〜』では、通常の走行時にも時速は時速180キロメートルに達し、自身の体長の何十倍も跳躍するジャンプ力を持つほか、エリマキは小型の翼として機能してガメラの火球を空中で何度も回避していた。また、ジーダスを含む「不完全体」に共通する能力の一つとして、皮膚のステルス性が挙げられ、最新鋭のレーダー（マイクロ波、音響探知、レーザーパターン、熱源探知）を無効化するために追跡が困難である。
「ハープーン舌」とよばれる舌が最大の武器であり、血液を内部の網目状の組織に充満させて硬化させ、厚さ50センチメートルの鋼鉄板やガメラの甲羅さえも貫通する。鋭利な突起が多数あり、人間を串刺しにする。槍のように鋭利になっている舌の先端や手足の爪先からは溶解液を発し、かすり傷でも敵の肉体を腐食させる。強靭な脚力で高いジャンプ力と「喧嘩キック」と呼ばれる蹴りを繰り出す。沖縄近海に出現して船舶を襲撃した後、志摩市波切に上陸して暴れ始めるが、成長途上のトト=ガメラに足止めされ、橋の上で初戦を繰り広げる。
ガメラの火炎攻撃で海に転落して一時退却した後は名古屋に再び現れて街を蹂躙し、人間の手で急成長させられたガメラとの再戦をも優勢に進めていくが、最後は子供たちの連携によってもたらされた赤い石を食べてパワーアップしたガメラの火球攻撃で爆砕される。
出自について劇中では一切語られていないが、ギャオスの肉を喰らい、DNAを取り込んだトカゲの突然変異種という設定であり、用意されていた脚本ではトカゲがギャオスの目玉を舐める寸前にすでに変容が始まるなどの異様さが記載されている。ノベライズ本ではギャオスの死骸を食べた爬虫類が変異したものとされ、ギャオスのガメラへの怨念に憑りつかれたような描写がされている。映画パンフレット紹介では、ガメラに比べてあまり知能は高くはないが、暴力的に弱者をいたぶることでは悪知恵が働くとなっている他、こちらでも「ギャオス細胞」に憑りつかれて人間の捕食とガメラの抹殺を命令され続けており、ギャオス細胞によって変異した生物が他にも存在する可能性も示唆されている。
『ともだち 小さき勇者たち〜ガメラ〜』では同じく「不完全体」である「Gバルゴン」「Gバイラス」「Gギロン」「Gジャイガー」「Gジグラ」と共に行動しており、これらの「不完全体」は成長のためにアヴァンガメラの自爆の後は暖かい海を目指して南西諸島に向かった。
- スーツアクター：吉田瑞穂

製作
脚本の龍居由佳里によると敵怪獣を決めるにあたり、初めはイカ型の怪獣を考えており、体表が海底遺棄物除去用の食用バクテリアで覆われていたり、「冷却ミサイル」で攻撃するが適応して効果がなくなるなどのアイディアがあった。しかし「イカ型ではバイラスと被る」と思い、トカゲ型の怪獣となった。トカゲ型と伸びる舌がバルゴンと被るが、二足歩行で差別化を図っている。ガメラシリーズの登場怪獣としては珍しく尾が長く、同時にガメラシリーズとしては尾を武器にする数少ない怪獣である。
背中のトゲはバランを意識したものであり、それと同様に透明なゴムホースで作られている。
造形物はギニョールや尾だけのモデルなどの複数が造られたが、着ぐるみは1体だけであり、ラストの爆破シーンで実際に燃やされた。その後、頭部は2019年末開催のイベント「特撮のDNA 平成ガメラの衝撃と奇想の大映特撮」にて展示されている。

### ギャオス
本作品に登場するギャオスは「オリジナルギャオス」と名付けられた。ギャオス#『小さき勇者たち〜ガメラ〜』のギャオスを参照。
小説『ともだち 小さき勇者たち〜ガメラ〜』では、雨宮がオリジナルギャオスの細胞を再現する段階で応用的に作り出した非検体群として「宇宙ギャオス」も登場する。

### その他
小説『ともだち 小さき勇者たち〜ガメラ〜』では、ジーダスと同様にオリジナルギャオスの細胞に由来する「Gバルゴン」「Gバイラス」「Gギロン」「Gジャイガー」「小型ジャイガー」「Gジグラ」が登場しており、相沢孝介によって倒された小型ジャイガーと上述の宇宙ギャオス以外は全てがトトとの戦闘で撃破されている。

## 登場人物
相沢 透（）
演：富岡涼
本作品の主人公。小学5年生の11歳。身長136cm。1年前に母の美由紀を喪い、父の孝介と2人暮らしをしているが、母の死によるショックから孝介と距離を置く生活を送っていた。島で偶然ガメラの卵を拾ったことから運命が変わっていく。本作品は透のひと夏の冒険譚でもある。石田兄弟と行動を共にすることが多い。
- 撮影の無い日も一緒に行動する3人組の1人。富岡本人はスケボー未経験だった。

西尾 麻衣（）
演：夏帆
本作品のヒロイン。中学生、14歳（学年は明示されず。蕪木版ノペライズ本では2年生）。身長161cm。透と石田兄弟にとって姉貴分のような存在。一見元気そうな少女だが、心臓に病気を持ち、手術のため名古屋の病院に入院することになるが、手術は無事成功した。
- 夏帆は撮影中に誕生日を迎えたが、誕生石が真珠ということで真珠店よりネックレスがプレゼントされた。

相沢 孝介（）
演：津田寛治
透の父親。38歳。身長173cm（幼少時112cm）。大衆食堂「あいざわ食堂」を経営。33年前（1973年）、孝介が幼い頃にガメラとギャオスの戦いを目撃、ガメラの自爆により難を逃れた。母親を喪った透を気に掛けるものの、息子とうまく接することが出来ずにいることを悩む。使っている包丁はギロンに類似している。
西尾 治（）
演：寺島進
麻衣の父親。38歳。西尾真珠店を経営している。孝介とは幼馴染。
西尾 晴美（）
演：奥貫薫
麻衣の母親。身長157cm。夫共々病身の麻衣を気遣っている。
映画ではカットされたが、麻衣のためにお百度を踏むシーンなどが撮影されている。
相沢 美由紀（）
演：小林恵
透の母親であり孝介の妻。透を「トト」と呼んでいた優しい母親だったが、1年前に交通事故で死去。透の回想の中に登場。
石田 勝（）
演：石川眞吾
透の友人。11歳。身長143cm。ちょっとガキ大将的な雰囲気がある。あだ名は「イシマル」。
石田 克也（）
演：成田翔吾
勝の弟。6歳。身長130cm。トトをすごく気に入っていた。ジーダスに捕食されそうになった。
雨宮 宗一郎（）
演：石丸謙二郎
名古屋理科大学応用生物学科教授。39歳。身長173cm。ガメラについて研究している。最初の海難事件を怪獣の脅威であると一ツ木に報告した。ジーダスの名付け親。アヴァンガメラの死後に志摩地方で獲れるようになった赤色真珠が、ガメラのエネルギー物質に由来することを解明し、赤色真珠の抽出エキスを注入することにより、ガメラを8メートルから30メートルに巨大成長させることに成功する（それでも不完全だった）。あまり目立たないが、物語の重要な役どころである。
一ツ木 義光（）
演：田口トモロヲ
巨大生物審議委員会参事官で災害応急対策担当。1966年5月5日生まれの40歳。身長165cm。最初は長らく怪獣が出現しなかったため雨宮の警告を無視していたが、ジーダスの出現により態度を一変させる。本編や小説版では典型的な「年齢と権力だけを笠に着て高圧的に接する嫌な大人」であるが、漫画版ではジーダス出現に乗じて権限を増大させ、核兵器まで使用しようとする自衛隊を抑えるために総理の命を受けてガメラをジーダスにぶつける作戦を実行するキレ者として描かれている。
戸畑 裕二（）
演：正名僕蔵
一ツ木の秘書で彼の右腕として奔走する。1977年6月4日生まれの29歳。身長174cm。
赤い石を運ぶ少女
演：小野ひまわり
麻衣の代わりに赤い石を受け取り、運ぶことになった子供の一人。
その他
- 渡辺哲
- 南方英二（チャンバラトリオ）
- 諏訪太郎
- 江口のりこ
- 弓削智久
- 安部まみこ（中京テレビ）
- 政岡泰志
- 今奈良孝行
- 朝倉眸
- 大久保拓真
- 磯村洋祐
- 諏訪圭亮
- 片岡皇杏
- 鷹尾星奈
- 小木曽茂光
- 竹下昌良
- 太田博
- 瀬尻稜
- 太田真史

## 登場兵器・メカニック
自衛隊
- 73式中型トラック
- 73式小型トラック（旧型）
- 89式5.56mm小銃

海上保安庁
- しきしま型巡視船「しきしま」
- ベル 212MH562「かみたか1号」

## 特撮
本作品では実際の動物、着ぐるみ、操演の利用に加え、デジタル合成が多用された。採用されたデジタル合成に関しては#DIシステムの採用で説明する。縦方向の動きを重視した戦闘場面に合わせ、高層ビルディングや橋梁のセットが組まれたほか、成長途中のガメラの実物大造形物が製作され、志摩大橋で捕獲されるシーンやトレーラーで搬送されるシーン、研究所の場面などで使用された。
トトの登場する戦闘場面がすべて昼間に設定されていることは本作品の特徴である。
トトの幼少時代のモデルとして、ケヅメリクガメ13匹が使われた。腹部の炎模様はシールである。落下したり飛ぶなど極端な動きをする場面はソフトビニール製模型2体で撮影された。1mに達した時点の物は遠隔操作で動くロボットで、放映前にテレビ東京の『おはスタ』にて宣伝に使用された。5メートルを超える実物大造型物も用意され、撮影、宣伝キャンペーンに使用された。撮影後の実物大造形物は一般公募の結果、撮影が行われた三重県志摩市に預けられることになった。

## トトのテーマ
本作品では監督、脚本と並んで、音楽もこれまで怪獣映画に関わりのなかった上野洋子が担当した。
ゴジラなどの東宝特撮キャラクターには伊福部昭の作曲した印象的なモチーフがあるが、ガメラには、ガメラマーチを除いて、ガメラを象徴する音楽的なモチーフは存在しない。上野はマルチトラックレコーダを用いたエスニック風のボーカル一人多重録音、管弦楽、シンセサイザー、マンドリンなどを用いて、大谷幸による前シリーズとはまた違ったイメージで新しいガメラ像の構築に貢献した。
ヴォカリーゼとアコースティック楽器を多用しているのが特徴で、下記の「トトのテーマ」による全編の統一だけではなく、アヴァンガメラの死闘の際に女性ヴォーカルを主体にした音楽を用い、これも怪獣映画としては新鮮な劇伴となった。「基本的に映画音楽にはヴォーカルを入れにくいが、怪獣は台詞を喋らないから大丈夫だった」と語っている。
伊福部と同様に、上野は怪獣や戦闘を表すライトモチーフを用いている。
特に、トトが誕生する場面でキーボードに現れる g-d-e-B-d-c-G で始まる音形は以後全編を通じて固定主題的に用いられ、上野はこれを「トトのテーマ」と呼んだ。例えば、かわいらしいトトが描写されている場面ではおどけたファゴットで、回転ジェットを噴射し空を舞う場面では颯爽とした弦楽合奏で演奏される他、トトが苦戦する場面でも低音部に現れ、全編に統一感をもたらしている。

## ノベライズ本と映画の違い
本作品には#関連作品に示すとおり、脚本家・龍居由佳里による『僕とトトの物語—映画『小さき勇者たち ガメラ』』、蕪木統文による『ともだち 小さき勇者たち〜ガメラ〜』の2種のノベライズ本がある。
実際の映画とノベライズ本では異なるショートストーリーがいくつかある。例えば当局が赤い石を入手しようとする場面は公開されたフィルムにはない。透が麻衣を女性として見はじめる場面、晴美が船頭（せんど）の祠でお百度を踏むシーンなどは撮影されたが編集でカットされている。ジーダスが翼を生やして飛行したり、トトがジーダスを倒す場面の戦闘描写も異なり、雨宮と一ツ木が映画よりも裏のある人物で最後はジーダスの爆破された肉片により再起不能の重症者になる、ギャオス細胞を持つジーダスの肉片が動く（『大怪獣空中戦 ガメラ対ギャオス』を彷彿させる）、など完成作品とは異なる描写も目立つ。
蕪木版ノベライズ本では、昭和作品を意識した登場人物（近藤巡査）が登場するなどの昭和版へのオマージュが各部に導入されており、敵怪獣はジーダスの他にも「Gバルゴン」「Gバイラス」「Gギロン」「Gジャイガー」「Gジグラ」「宇宙ギャオス」「小型ジャイガー」が登場する。
逆にフィルムにあってノベライズ本にない部分もある。カツヤがジーダスに食べられそうになるシーンはノベライズ本では透が食べられそうになる。

## DIシステムの採用
撮影時には撮影期間短縮とコスト面で有利なデジタル撮影が使用できたが、本作品はフィルムの表現力にこだわり、フィルム撮影された。その上で全編にわたり撮影したネガフィルムをスキャンしデジタル化、コンピュータ上で合成や色調調整を行った後、再度フィルム化するDIシステム (digital intermediate system) と呼ばれる方式が採用された。
DIシステムにより、映像ごとに階調や色合いなどの調整、撮影時の天候による色彩のズレの補正などを行なった。

## 映像合成

### 風景

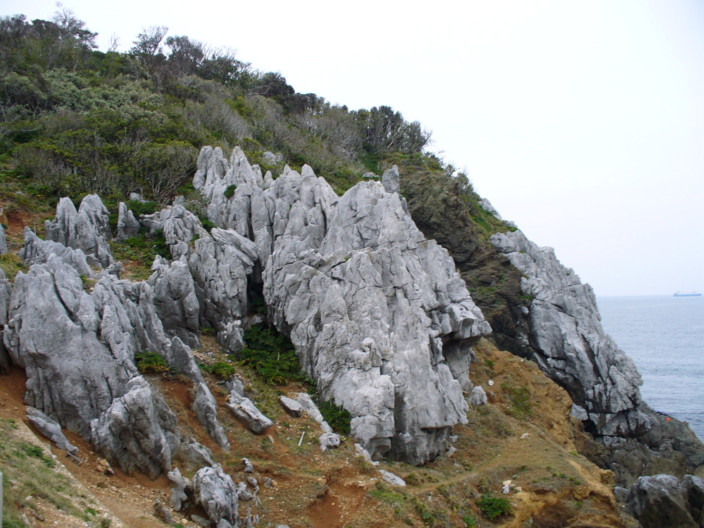
緋島のモデルとなった神島

緋島は実在しない架空の島で、鳥羽市の神島を大王崎と合成して作られた。1メートル大のトトと語り合うシーンは米子浜の岩の上で撮影され、映り込む熊野灘の船舶を全て消去することで無音を表現している。動的ながれきのほとんどはCG合成で、灯台の落下シーンでは誰もいないレイヤとがれき、走り出す人物、落下する灯台など、複数のレイヤを合成している。

### 人物
人のシーンでは、トトが名古屋に運ばれていくシーンでのエキストラなどに合成処理が行なわれた。トトの輸送シーンでは背景のみの映像、トトの頭部のみの映像など幾つかの映像を組み合わせ、クロマキーで合成している。古典的なクロマキーでは切り抜くための色に近い色の服を着てはいけない制限があるが、本作品の場合は緑色が設定され、背景を切り抜かれる側の撮影をする可能性の高いエキストラのうち、緑に近い色を含む服を着ていた人は衣装を変更させられた。ジーダスに襲われた後に住民が避難した体育館のシーンとトトの輸送シーンではこの制限がないが、人が逃げ惑うシーンでは制限がかかっている。転倒シーンでは合成により事故防止のためのマットを消去している。クロマキーはブルーバックと呼ばれるアナログ処理でも同等の処理が可能である。

### ケヅメリクガメ
気まぐれなケヅメリクガメが首を伸ばしたり口を開けたりするシーンでデジタル処理が多用された。包丁を昭和ガメラの怪獣ギロンに見立てたシーンは顔の表情を変化させるなど、コミカルに仕上げられた。ジェット噴射のシーンも合成である。

### 戦闘シーン
名古屋での戦闘シーンのほとんどと、志摩大橋の戦闘シーンでもクロマキーが使われている。余分な物が映り込んだ場合には合成処理により消去された。ジーダスが志摩大橋に向かうシーンは実際の上空映像とオープンセットで撮影された映像を合成した。

## 捨てたらダメラ
本作品は環境省とのタイアップ作品である。動物の遺棄を防止する啓発キャンペーンのキャッチフレーズは「捨てたらダメラ」とされ、環境省関連施設などにポスターが配布された。「捨てない。逃さない。」を合言葉に、ペットは最後まで責任を持って飼うべきである旨をPRしている。ポスターは第2版を基に作成され、上段に注意喚起文、中段が通常のポスターと同様で、下段に環境省の機関名が入っている。
透の家は飲食業を営んでいるため、ペットを飼うことを父親が禁止していた。透はトトが空を飛ぶことと成長が早すぎることを気味悪がり、トトを浜に捨てようとするが捨てきれず、結局トトを拾いあげ笑顔で家に帰っていく。

## スタッフ
- 監督：田﨑竜太
- 製作：黒井和男
- 企画：佐藤直樹
- プロデューサー：有重陽一、椋樹弘尚
- 脚本：龍居由佳里
- 音楽：上野洋子
- 主題歌：mink「Eternal Love」(avex／rhythm zone)
- 撮影：鈴木一博
- 美術：林田裕至
- 照明：上妻敏厚
- 録音：矢野正人
- 編集：平澤政吾
- 装飾：茂木豊
- 音響効果：柴崎憲治
- キャスティング：杉野剛
- スクリプター：飯塚美穂
- 助監督：大野伸介
- 製作担当：朝比奈真一
- 怪獣デザイン・造型：原口智生
- ラインプロデューサー：飯塚信弘
- 宣伝プロデューサー：小林剛
- 特撮演出：金子功
  - 撮影：村川聡
  - 照明：白石宏明
  - 美術：春日佳行
  - 操演：関山和昭
  - アクションコーディネーター：阿部光男
  - スクリプター：田口良子
  - 助監督：松田康洋
  - 製作担当：岩城一平
- 視覚効果：松本肇
- 名古屋ボランティアスタッフ：喜井竜児、小木曽茂光、野々村愛、浜口憲嗣、林昌樹、戸田ふみ、兼松美奈、後藤真希、大橋裕美、井上加世、祖父江逸朗、中村有美、村瀬裕一、川幡平典、杉本大輔、田中貴祥、竹下昌良、増田光輝、竹内聖枝、北雅也、梶田味加、柴田恵、松永愛、水谷充裕
- 「小さき勇者たち～ガメラ～」製作委員会：角川ヘラルド映画、日本映画ファンド、日本テレビ放送網、Yahoo! JAPAN
- 製作プロダクション：角川ヘラルド映画

## エキストラ
本作品の出演者は演技する者を除いてほとんどが無料奉仕のエキストラであり、のべ3,000人程度が募集され、1万人近くの応募があった。
スケボー少年などの大勢の子供たちもエキストラである。社会学習の1つとしてクラス単位で撮影に参加した学校も2校あったほか、市役所職員が日常の風景や自衛隊員などのエキストラとして参加した。
報道関係者の多くがエキストラとして参加し、見返りは監督へのインタビューであった。無料奉仕のエキストラには謝礼としてTシャツが配布された。
また、映画会社から「絶対カットされないエキストラ出演権」がインターネットにてチャリティオークションに掛けられ1,111,111円という破格の値段で落札された。

## がんばれ!!ガメ太郎
ガメ太郎はプロモーション用のキャラクターで、お腹にトトの炎模様のついたガメラのぬいぐるみである。プロモーション / メイキングDVDなどに姿をあらわし、また、公式ブログ「がんばれ!!ガメ太郎」（ガメ太郎の「退社」に伴い、2006年5月いっぱいで更新終了）の主催者となった。兄弟、姉妹などが複数おり、個々に名前が付いている。トトをトト兄貴、津田寛治をお父さん、龍居由佳里をあねごと称するなどしていた。

### ガメ太郎とその縁者
公式ブログに登場するキャラクター。トト、タイトー三兄弟、トトリュックを除き、フワフワ一族と称している。全員に炎模様が付いている。
ガメ太郎
DVDでの声の出演：中井和哉
次男もしくは三男と目されている。なぜか対決好き。ケヅメリクガメとの勝負には押し出しで負けた。『子ぎつねヘレン』のヘレンなどの友達がいる。また、ファンのブログに時々顔を出す。時々いじける癖があり、木に上ったり、空を見上げて物思いにふけることもある。
中井は本作の次の本格的なシリーズ作品である『GAMERA -Rebirth-』にも声優として登場している。
トト
次男? 本編の主人公。全長6メートル。トト兄貴と称される。いつも寝ているがガメラトレーラーで全国行脚に出かけたときには目を開けていた。映画終了後は生まれ故郷の志摩市に里帰りすることとなった。
ガメ朗
長男。角川ヘラルド映画の入口にいる。ガメ朗そっくりの一族が別にいるらしい。
ガメ代
妹（長女）。角川ヘラルド映画のガメ太郎の机の上にいる。相撲好き? キャラクターグッズとしても販売された。
ガメ美
妹（次女）。角川ヘラルド映画のガメ太郎の机の上にいる。キャラクターグッズとしても販売された。映画公開後、あいざわ食堂（蒲鉾屋）に勤務していたという目撃情報もある。
ガメ雄
ガメ太郎のいとこ。ガメ俊とともに主に角川ヘラルド映画社外宣伝活動担当。ガメラトレーラーキャンペーンではレポーター役を務める。見た目はガメ太郎とほぼ同じだが、ガメ太郎には無い爪がある。サボり癖がある。
ガメ俊
はとこ。主に角川ヘラルド映画社外宣伝活動担当、一時雑誌社に出向し対決。何と対決したかは不明・黙して語らず。ガメ雄と同じく爪がある。出張先で豪華な食事をするなど、一番美味しい役を務めている。ちょっぴりガメ太郎より口が悪い。
ガメ雄、ガメ俊の縁者は全国の映画館にいる。看板もち。
タイトー三兄弟
タイトー・ガメ太郎、タイトー・ガメ次郎、タイトー・ガメ卵の三兄弟。ゲームセンターのゲームに成功するともらえる。
トトリュック
ガメ太郎の背中に乗っている。キャラクターグッズとしても販売された。

## その他

### ガメラトレーラー
撮影に使用された3体の大型のガメラ模型のうち1体が、ケヅメリクガメ数体と一緒に全国を縦断し宣伝活動を行った。志摩ロケで使用された物とは異なり、1メートル程度大きくなった物とされている。

### 社会学習としてのガメラ
本映画の撮影は、小学校の社会学習にも使用されている。鳥羽市、志摩市の小学校から各1校がエキストラとして団体参加した。社会教育授業の一環として、子供たちが映画作りを体験するというものであった。

## 実際のカメの使用に関する問題

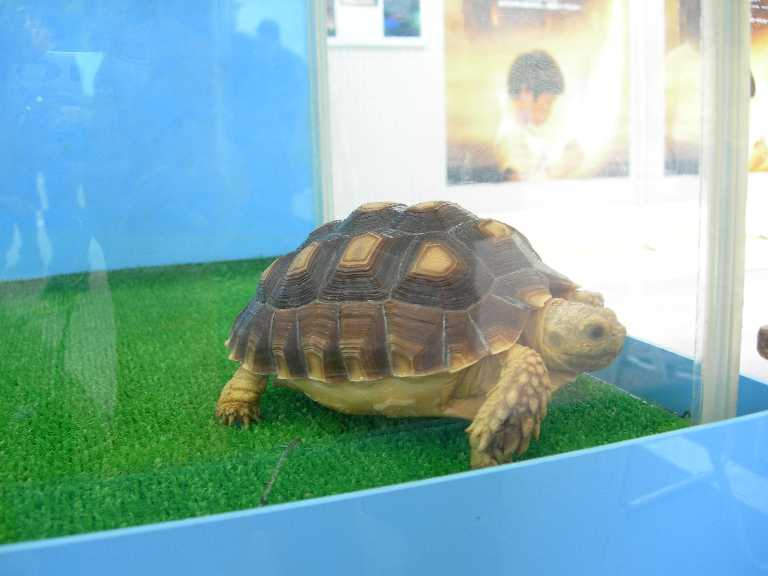
ケヅメリクガメ

撮影に用いられたのは生きたケヅメリクガメである。このカメは成長が早く、飼育下でも70センチメートル近い体長となる。

### 飼育に関する注意喚起
撮影に使用されたケヅメリクガメの管理を指導した獣医師から、飼育方法を知らない人が映画に影響されて安易に飼い、その結果飼育放棄に至ることがないよう注意喚起をして欲しいとの意見があり、その旨が公式サイトで掲示された。飼育には相応の知識と環境および覚悟が必要であること、製作において動物虐待をしていない旨が映画のエンディングロールで流れ、飼育に関してはエンディングロール以外にもパンフレットなどで繰り返し注意を喚起している。

### 映画での実情
ケヅメリクガメはワシントン条約付属書II類掲載種であり、あつかいに慎重さが求められるにもかかわらず、ふさわしい対応をしていなかったと、マスコミで取り上げられた。
上げられた例としてケヅメリクガメの甲羅へ穴がうがたれていた点がある。当時公開された、映画に使用したケヅメリクガメにその痕跡が確認できる。ただしこれは個体識別のために行われている一般的な方法であり、穴のうがたれた縁甲板は穴を開けても問題のない部位である。それとは別の指摘として撮影用の亀が何匹か死亡したのは事実と角川ヘラルドが朝日放送の情報番組「ムーブ!」の取材に認めている。
なお、映画に出演した「セイラ」（メス）は2005年9月、角川ヘラルドから志摩マリンランドに寄贈され、2019年に同施設のオス「ソラ」との交尾が確認されたあと、翌2020年前半にかけて3回産卵、うち25個の卵が孵化し、一部の幼体が同施設で公開されていたが、2021年3月に志摩マリンランドが閉園したため、セイラとソラは伊勢シーパラダイスに譲渡された。一方、セイラが生んだ子亀のうち3匹は三重県紀宝町の「道の駅・紀宝町ウミガメ公園」に譲渡された。

## 他の映画・テレビ作品との関連性
ガメラ 大怪獣空中決戦・デジモンテイマーズ（東映）・ウルトラマンティガ（円谷プロダクション）
本作のストーリーは、かつて小中千昭・小中和哉兄弟と岡田恵和が『ガメラ 大怪獣空中決戦』に伊藤和典らが携わる以前に構想していた脚本、所謂「小中ガメラ」を原案としている。後に、「小中ガメラ」のアイディアは『デジモンテイマーズ』の製作に影響したと小中千昭が述べている。また、小中和哉は「小中ガメラ」の設定を『ウルトラマンティガ』のプロットに活かしたとしている。
ガメラ3 邪神覚醒
上述の通り、本作は平成3部作からの脱却を図られて制作されているものの、冒頭の志摩での戦闘シーンは平成3部作を意識しており、オリジナルギャオスの超音波メスが木をなぎ倒しながらアヴァンガメラに直撃する場面は『ガメラ3 邪神覚醒』で使用中止となった描写（ギャオス・ハイパーの超音波メスが高速道路を破断して明治通りを縦断しながらガメラに向かう）の再利用であるとされる。
仮面ライダー龍騎 - 透の趣味
透の集めたフィギュアの中に特撮映画・テレビドラマ『仮面ライダー龍騎』に登場する仮面ライダーナイトと仮面ライダーリュウガがある。『龍騎』は田﨑の監督作品の一つであり、また透の父、孝介を演じた津田寛治もレギュラーとして出演している。また田﨑が本作品で起用した俳優の中で特に印象に残った人物として津田、寺島進、石丸謙二郎、田口トモロヲの名を挙げており、既に『龍騎』で起用済みの津田の他、石丸を『仮面ライダー電王』、田口を『仮面ライダー THE NEXT』で起用しており、残る寺島も『電王』でモモタロスのキャラクターを設定する際、参考にしたことを同作のムック本で語っている。
子ぎつねヘレン（松竹） - 宣伝時のコラボレート
宣伝時、公式ブログ同士でコラボレートされた作品。配給が同じ松竹であり、ブログ「がんばれ!!ガメ太郎」において共同で宣伝活動を行った。
キングコング (1976年の映画)
ピーター・カレンによるキングコングの声が、『小さき勇者たち〜ガメラ〜』のガメラの声の一部に使われている。
ケロロ軍曹（少年エース） - 単行本13巻
劇中に登場する漫画『ケロロ軍曹』の単行本13巻の表紙は、撮影時点では未刊行であったために、作者の吉崎観音が本作用に書き下ろしたもの。表紙のケロロ軍曹の下にはガメラではなくウミガメが描かれている。同作のアニメ映画は角川ヘラルド映画（角川）製作である。協力作品としてエンディングロールに登場する。龍居版ノベライズ本では『ギルブレイカー』。
おはスタ - 宣伝のコラボレート
宣伝の一環として主人公の透がおはガールにトトのタマゴを預ける（その際、その卵を卵掛けご飯にしようとした番長〈松風雅也〉を非難するという展開があった）という内容。
ラブ&ピース (映画)
田口清隆や手塚とおるなどが参加した特撮作品で、主人公と子亀が運命的な出会いを果たし、亀「ラブちゃん」が巨大化する。ラブちゃんの造形は、トト同様目が大きく可愛らしい。また、日本映像クリエイティブが両作品および平成ガメラ3部作を含む関連作品群に携わっている。
子鹿物語
本作のコンセプトのモチーフになったとされている。
平成モスラ三部作
平成モスラ三部作の好評が『ゴジラ FINAL WARS』の興行不振と併せて本作の方向性に影響を与えた。また、これらの作品や他の関連作品群にも上述の日本映像クリエイティブが参加している。
REX 恐竜物語・怪獣ゴルゴ・E.T.・ベイブ・光子魚雷（スタートレック）・怪獣大奮戦 ダイゴロウ対ゴリアス
本作のプロットや製作面において影響を与えてきた作品群など。『小さき勇者たち〜ガメラ〜』の次の本格的なガメラ作品である『GAMERA -Rebirth-』の監督を務めた瀬下寛之は、『REX 恐竜物語』にも携わっている。

## 関連作品
『ガメラ2006 HARDLINK』(角川コミックス特撮A、2006年発行、ISBN 4048539620)
特撮エースNo.12からNo.14まで連載された漫画作品。単行本全1巻。Ark Performance作。本編と異なり平成3部作を思わせる、高年齢層を意識した外伝。ガメラ幼体（トト）に投与すべき「成長促進剤」の試験に用いるアヴァンガメラのサンプルを巡る、大人たちの駆け引きを描く。
『ガメラ～小さき勇者たち～プロローグ』（特撮エース15号掲載、2006年）
津島直人による、映画の前半部にクローズアップした短編漫画。未単行本化。
『僕とトトの物語—映画『小さき勇者たち ガメラ』(角川文庫、2006年発行、ISBN 4043818017)
脚本家・龍居由佳里によるノベライズ本。
『ともだち 小さき勇者たち〜ガメラ〜』(エンターブレイン、2006年発行、ISBN  4757728050)
映画では登場しない設定、シーンを多く含んだ蕪木統文によるノベライズ。監督の田﨑が監修に協力している。エンターブレインは角川グループ傘下の出版社である。
DVD『小さき勇者たち〜ガメラ〜 トトがガメラになった日』角川エンタテインメント
プロモーションを兼ねたメイキングDVD。大掛かりな特撮や生きたカメを用いた撮影の様子が見られる。
CD『小さき勇者たち〜ガメラ〜オリジナルサウンドトラック』 avex
オリジナルサウンドトラックCD。歴代ガメラの咆哮、ガメラマーチなどのボーナストラックを含む。
CD 『4 Love』avex
主題歌「Eternal Love」を収録したminkの4曲入りシングル。
小さき勇者たち〜ガメラ〜公式ガイドブック 2006年 ISBN 4840234604
スタッフ、キャストの声、撮影技法などに詳しい。

## その他
2011年に、ワシントン州立大学 (プルマン)のチームが、脚を欠損したケヅメリクガメに歩行用の補助装備を取り付け、本作に因んで「Gamera」と名付けている。
海外では、2013年頃にトレーラーで運ばれるトトのシーンが「アマゾン川で捕獲された未知の巨大な亀」という虚偽の名目で拡散されて注目を集め、その模様がニュースメディアで報道されたことがある。